# Nazwa własna
Nazwy własne, imię własne, onim  (łac. nomina propria) – nazwy przysługujące jednostkom, w odróżnieniu od nazw pospolitych, które odnoszą się do dowolnych klas jednostek (egzemplarzy określonej klasy przedmiotów).

## Definiowanie nazw własnych
W pewnym rozumieniu nazwy własne są niedefiniowalne. Przykład: znając definicję nazwy krzesło, można przyporządkować jej przedmioty o cechach typowych dla krzesła. Natomiast Karol to ten, kto został nazwany Karolem i nie można na podstawie takiej definicji stwierdzić, komu jeszcze mogłaby taka nazwa przysługiwać.

## Nauka o nazwach własnych
Nauką o nazwach własnych jest onomastyka. Można wyróżnić dwie duże grupy nazw własnych:
- antroponimy – nazwy osobowe, odnoszące się do ludzi;
- toponimy – nazwy geograficzne nazywające miejsca.

Wyróżnia się także mniejsze grupy, jak np. nazwy zwierząt (zoonimia), ciał niebieskich (kosmonimia), statków, instytucji.